# Анджел Тилвар
Анджел Тилвар (рум. Angel Tîlvăr МФА: [tɨlvər]; нар. 11 лютого 1962 року) — румунський політик, міністр національної оборони з 31 жовтня 2022 року.

## Раннє життя
Народився 11 лютого 1962 року в комуні Урекешть, повіт Вранча, Румунія. Батько — колишній (до 1989) керівник місцевого Управління контррозвідки (таємна поліція Секурітате), полковник.

## Освіта
Закінчив філологічний факультет Бухарестського університету (1981—1985). У 1985—2004 роках працював учителем англійської мови у школі міста Бирлад.
Закінчив Національну школу політичних та адміністративних досліджень (1993—1995).
Закінчив аспірантуру Національного коледжу оборони (2003—2004), Національної академії інформації «Міхай Витязь» (2012) та Румунського дипломатичного інституту (2012).
Кандидат гуманітарних наук (2012, Ясський університет), доктор[уточнити] гуманітарних наук.

## Політична діяльність
У 2000—2004 — заступник голови повіту Вранча від партії «Альянс за союз румунів» (Alianța pentru Unirea Românilor).
У 2004—2008 роках обирався сенатором у верхню палату парламенту Румунії, у 2008—2020 — депутатом у нижню палату (тричі) від Соціал-демократичної партії, з 2020 — знову сенатором.
У парламенті Румунії був головою делегації парламенту в Парламентській асамблеї НАТО. Працював у комітеті з питань освіти, науки, молоді та спорту, комітеті з питань культури, мистецтва та ЗМІ та комітеті з прав людини, релігій та меншин (всі у 2004—2008 рр.); у комітеті з питань оборони, громадського порядку та національної безпеки та комітеті з європейських справ (2008—2012); у комітеті з питань культури, мистецтва, засобів масової інформації, комітеті у справах Європи, комітеті з питань освіти, науки, молоді та спорту та комітеті з європейських справ (2012—2016). Був членом парламентських груп дружби з Республікою Кот-д'Івуар, Республікою Естонія, Сполученим Королівством Великої Британії та Північної Ірландії, Республікою Еквадор, Королівством Марокко, Султанатом Оман та Республікою Ірак.
У грудні 2014 — листопаді 2015 — делегований міністр[що це?] (міністр без портфеля) у справах зв'язків з румунами за кордоном (міністерство закордонних справ). Пішов у відставку разом зі всім урядом після трагічної пожежі 30 жовтня 2015 року в клубі Бухаресту.

## Міністр оборони
31 жовтня 2022 року змінив на посту Міністра національної оборони Румунії Васіле Динку, який подав у відставку після скандалу із заявою про переговори з Росією як єдиний шанс на мир в Україні.

## Особисте життя
Одружений, має одну дитину.